# Biloșapkî, Prîlukî
Biloșapkî (în ucraineană Білошапки) este localitatea de reședință a comunei Biloșapkî din raionul Prîlukî, regiunea Cernihiv, Ucraina.

## Demografie
Componența lingvistică a localității Biloșapkî
     Ucraineană (97,82%)
     Rusă (1,17%)
     Română (1,01%)
Conform recensământului din 2001, majoritatea populației localității Biloșapkî era vorbitoare de ucraineană (97,82%), existând în minoritate și vorbitori de rusă (1,17%) și română (1,01%).